# Instrukcja techniczna B-II
Instrukcja techniczna B-II – archiwalna instrukcja geodezyjna stosowana w Polsce, będąca częścią przepisów Pomiary szczegółowe (dział "B" Powszechnych Przepisów o Pomiarach Kraju) i obowiązująca w latach 1973–1980, wprowadzona zarządzeniem nr 39 Prezesa Głównego Urzędu Pomiarów Kraju z 28 grudnia 1973 roku w sprawie wprowadzenia instrukcji "Osnowa wysokościowa lokalnego znaczenia I–VI klasy". Instrukcja została opracowana w roku 1973 przez Biuro Rozwoju Nauki i Techniki GUGiK.
Instrukcja B-II zawiera zbiór, jednolitych pod względem merytorycznym, technicznym i porządkowym, wytycznych dotyczących zasad projektowania i pomiarów sieci niwelacji precyzyjnej i technicznej lokalnego znaczenia. Uzupełnieniem do niej były "Wzory i przykłady do instrukcji B-II" określające zasady stosowania oznaczeń technicznych na mapach, typy i opisy znaków, zalecane sposoby prowadzenia dzienników pomiarów, obliczeń oraz szkiców przeglądowych ciągów niwelacyjnych.
Instrukcję techniczną B-II zastąpiła w 1980 roku instrukcja techniczna G-2 "Wysokościowa osnowa geodezyjna" oraz wytyczne techniczne do tej instrukcji.